# Muzeum a Galerie Třeboň
Muzeum a galerie Třeboň se nacházejí v prvním patře Staré radnice na Masarykově náměstí v Třeboni. Jsou zde nejen stálé expozice, ale také se tu konají krátkodobé výstavy v průběhu roku a během adventu výstavy stromečků. Provozovatelem je Spolek přátel Třeboně, který pečuje o chod muzea a galerie a pořádá v jejich prostorách i nejrůznější přednášky a besedy.

## Historie muzea
Místní muzeum bylo založeno v roce 1910 a během své existence bylo umístěno v různých prostorách, například v době první republiky se otevřela jeho expozice v prvním patře Staré radnice. Muzeum bylo zrušeno zánikem Politického okresu třeboňského v roce 1960. Na obnově muzea v novém tisíciletí se podílely zejména Spolek přátel Třeboně v čele s historičkou Jarmilou Psíkovou a město, které zapůjčilo bezplatně nynější prostory. Slavnostní znovuotevření proběhlo 28. 6. 2008. V průběhu dalších let došlo k rozšíření názvu na současný – Muzeum a Galerie Třeboň.

## Expozice
Z původních exponátů meziválečného muzea se nic nedochovalo, současné expozice mohly vzniknout díky finanční podpoře Jihočeského kraje a místních občanů.
Jedná se o:
- Galerie obrazů Františka Líbala, Františka Volfa a Jana Kojana.
- "Zmizelá Třeboň" – cyklus fotografií staveb a osobností, které ve městě žily.
- Příběh města Třeboně v osmi stoletích
- Staré terče ostrostřelců z 19. století
- Originální velký hodinový stroj z věže u radniční budovy
- "Stará škola" – tabule, učebnice, lavice, staré obrazy a mapy,